# Abisai

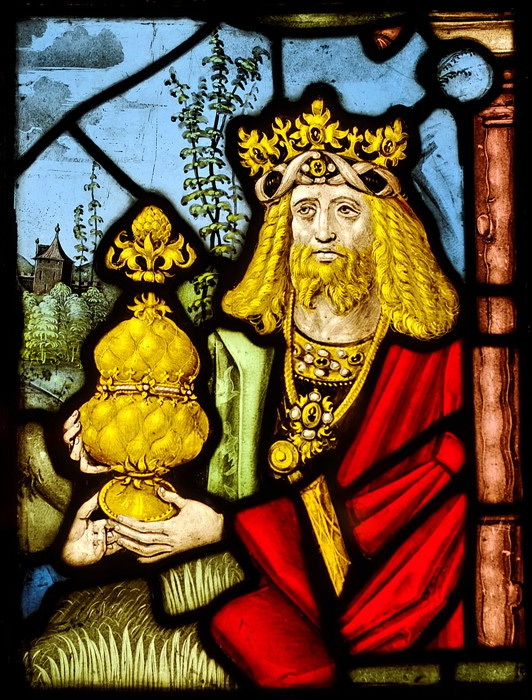
Koning David ontvangt water gebracht door Abisaï (Peter Hemmel von Andlau).

Abisai (Hebreeuws: אֲבִישַׁי ’ǎvîšaj of אֲבְשַׁי ’ǎvšaj, misschien: "[mijn] vader bestaat" of "[mijn] vader heeft gehoord") was volgens de Hebreeuwse Bijbel de zoon van Davids (half)zuster Zeruja (2 Samuel 16:9; 1 Kronieken 2:16) en broer van Joab en Asaël (2 Samuel 2:18; 1 Kronieken 2:15).
Abisai kreeg het commando over een van de drie divisies van Davids leger in een slag tegen Absalom (2 Samuel 18:2,5,12), was aanvoerder van de "dertig helden" en doodde eens 300 man met zijn speer (2 Samuel 23:18-19, 1 Kronieken 11:20-21). Abisai versloeg de Filistijnse reus Jisbibenob, die Davids leven bedreigde (2 Samuel 21:15-17). Abisai versloeg de Edomieten (1 Kronieken 18:12) en de Ammonieten (1 Kronieken 19:11-15) en hielp de opstand van Seba te onderdrukken (2 Samuel 20:6).
Abisai en David slopen samen het legerkamp van koning Saul binnen, die eropuit getrokken was om David te doden. Toen zij Saul slapend aantroffen, wilde Abisai hem direct aan de grond spietsen met Sauls eigen speer (1 Samuel 26:6-9). Abisai en zijn broer Joab vermoordden samen Abner, als wraak op de moord op hun broer Asaël (2 Samuel 3:30). Ook toen Simi David vervloekte, kon David Abisai met moeite overreden om Simi niet te doden (2 Samuel 16:5-11). 